# Vera Fëdorovna Gagarina
Principessa Vera Fëdorovna Gagarina, (in russo: Вера Фёдоровна Гагарина) (Iași, 6 settembre 1790 – Baden-Baden, 8 luglio 1886), è stata una nobildonna russa.

## Biografia
Era la figlia di Fëdor Sergeevič Gagarin (1757-1794), e di sua moglie, la principessa Praskov'ja Jur'evna Trubeckaja (1762-1848). Suo padre morì durante la Rivolta di Varsavia. Studiò a Mosca, dove sua madre si trasferì dopo la morte di suo padre.

## Matrimonio
Nel settembre 1811, è stato annunciato il suo fidanzamento con Pëtr Andreevič Vjazemskij. La cerimonia ebbe luogo il 18 ottobre 1811. Ebbero otto figli, ma la maggior parte di loro morirono durante l'infanzia:
- Andrej Petrovič (1812-1814);
- Marija Petrovna (1813-1849), sposò Pëtr Aleksandrovič Valuev;
- Dmitrij Petrovič (1814-1817);
- Praskov'ja Petrovna (1817-1835)
- Nikolaj Petrovič (1818-1825);
- Pavel Petrovič (1820-1888);
- Nadežda Petrovna (1822-1840);
- Pëtr Petrovič (1823).

Nel 1824, a Odessa, la principessa incontrò Aleksandr Sergeevič Puškin. Tra di loro nacque un rapporto di amicizia e di fiducia, che sopravvisse fino alla fine della vita del poeta.

## Ultimi anni e morte
Gli ultimi venti anni della sua vita li ha vissuti all'estero, dove si prendeva cura del marito e dei suoi lavori.
Nel 1878 fece trasportare il corpo del marito in Russia. Morì all'età di 95 anni, a Baden-Baden e fu sepolta nel Monastero di Aleksandr Nevskij, accanto alla tomba del marito.